# 凯恩多夫附近蒂芬巴赫
凯恩多夫附近蒂芬巴赫（德語：Tiefenbach bei Kaindorf）是奥地利施泰尔马克州哈特贝格县的一个市镇。总面积8.39平方公里，总人口688人，人口密度82.0人/平方公里（2005年）。